# Syrský katolický patriarchální exarchát v Jeruzalémě
Syrský katolický patriarchální exarchát v Jeruzalémě je patriarchální exarchát syrské katolické církve. Pod jeho jurisdikci spadají věřící syrského ritu v Palestině, Izraeli, a v Jordánsku. Má tři farnosti, v Jeruzalémě (sv. Tomáš), Betlémě (sv. Josef) a Ammánu (Neposkvrněné početí).

## Historie
V roce 1890 byl zřízen patriarchální vikariát v Jeruzalémě, který se roku 1991 stal patriarchálním exarchátem. Sídlo biskupa se nacházelo a různých místech. Zpočátku se rezidence nacházela poblíž Damašské brány v Jeruzalémě. V roce 1948 byla biskupská rezidence přemístěna do Betléma a v roce 1965 byla opět vrácena do Jeruzaléma. Od roku 1973 sídlila rezidence v Chaldejské ulici ve Starém Městě a od roku 1986 sídlí v kostele sv. Tomáše.

## Seznam patriarchálních vikářů a exarchů
- Moussa Sarkis (1892–?)
- Thomas Bahi (1904–?)
- Meiki Yacob (1923–?)
- Yohanna Mustekawi (1927–?)
- Ephrernm Haddad (1932–?)
- Yohanna Karoum (1948–?)
- Naoum Yacob (1959–?)
- Jacques Naoum (1972–1978)
- Grégoire Pierre Abdel-Ahad (1978–2000), od roku 1991 exarcha, pak patriarcha
- Grégoire Pierre Melki (2002–2019)
- Camil Afram Antoine Semaan, od 28. března 2020 [1]